# Goedereede

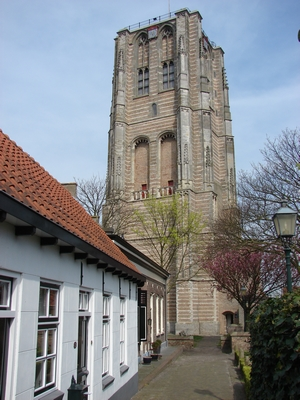
Tornet i Goedereede.

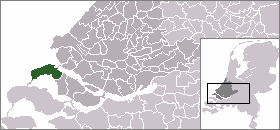
Goedereede kommuns läge i provinsen Zuid-Holland, före kommunsammanslagningen den 1 januari 2013.

Goedereede är en ort i provinsen Zuid-Holland i Nederländerna, med 11 408 invånare (2010). Goedereede ligger på ön Goeree-Overflakkee och ingår sedan 1 januari 2013 i en kommun med samma namn som ön. Goedereede kommun slogs då samman med kommunerna Middelharnis, Dirksland och Oostflakkee. Goedereede kommuns totala area var 153,85 km² (där 82,53 km² var vatten) och invånarantalet var 11 544 (2004).